# David O'Leary
David Anthony O'Leary (Stoke Newington, 2 mei 1958) is een Iers voormalig voetballer die van 1975 tot 1993 als centrale verdediger voor Arsenal uitkwam. Hij is de speler met de meeste wedstrijden bij Arsenal. Hij speelde 722 officiële wedstrijden in 18 seizoenen bij de club.
O'Leary beëindigde zijn spelersloopbaan op 37-jarige leeftijd, met name bij Leeds United in 1995. Hij stapte nadien het trainersvak in en was manager van Leeds, Aston Villa en Al-Ahli. Hij is afkomstig uit de Londense buitenwijk Stoke Newington, maar zijn ouders keerden terug naar Ierland toen hij vier was.

## Spelerscarrière

### Arsenal
David O'Leary tekende een contract bij Arsenal toen hij amper 15 jaar oud was en debuteerde in het seizoen 1975-1976 in het eerste elftal. Hij kreeg als 18-jarige zijn kans in de toenmalige First Division onder manager Bertie Mee. In zijn eerste seizoen speelde O'Leary in alle competities meteen 30 wedstrijden. Tien jaar lang zou hij niet minder dan 40 wedstrijden afwerken. In het seizoen 1980-1981 speelde hij minder wegens een blessure. O'Leary was een rustige en verzamelde centrale verdediger en stond bekend om zijn tactisch positiespel en elegante speelstijl. Hij werd op Highbury een onmisbare schakel in het systeem van manager George Graham.
O'Leary won zijn eerste trofee met Arsenal in 1979, toen de club de FA Cup won. Het werd 3-2 tegen Manchester United. Hij speelde ook mee in de verloren finales van 1978 en 1980. O'Leary verloor in 1980 met Arsenal de finale van de Europacup II tegen Valencia na strafschoppen (5-4). 21 jaar later overkwam O'Leary persoonlijk nagenoeg hetzelfde, als manager van Leeds United. Leeds werd over twee wedstrijden (heen en terug) uitgeschakeld door Valencia in de halve finales van de UEFA Champions League, desondanks een sprookje in de clubgeschiedenis van The Whites. 
O'Leary werd Arsenal-aanvoerder in 1982, maar gaf zijn taak anderhalf jaar later door aan Graham Rix. Hij veroverde met Arsenal de Engelse landstitel in het seizoen 1988-1989 en het seizoen 1990-1991. Na de komst van de boomlange centrale verdediger Steve Bould en door de ontwikkeling van jeugdproduct Tony Adams tot nieuwe steunpilaar kwam O'Leary minder aan spelen toe. 
Eind jaren 80 en begin jaren 90 speelde het Arsenal van Graham vaker met een vijfmansdefensie, die naast O'Leary bestond uit Adams, Bould, Lee Dixon en Nigel Winterburn. Dit was toentertijd nieuw in het voetbal. In zijn laatste seizoen bij Arsenal, 1992/93, pakte David O'Leary met de FA Cup en League Cup nog een bekerdubbel.

### Leeds United
Na 18 seizoenen met in totaal 558 competitiewedstrijden en 11 doelpunten, ruilde hij Arsenal alsnog in voor Leeds United.
Hij speelde ter afsluiting van zijn loopbaan twaalf wedstrijden voor Leeds in de Premier League.
O'Leary verdween uit het elftal door een achillespeesblessure. Hij kwam niet meer in actie vanwege deze blessure.
O'Leary beëindigde zijn loopbaan na afloop van het seizoen 1994-1995.

## Clubstatistieken
| Seizoen | Club         | Duels | Goals | Competitie     |
| ------- | ------------ | ----- | ----- | -------------- |
| 1975/76 | Arsenal      | 27    | 0     | First Division |
| 1976/77 | Arsenal      | 33    | 2     | First Division |
| 1977/78 | Arsenal      | 41    | 1     | First Division |
| 1978/79 | Arsenal      | 37    | 2     | First Division |
| 1979/80 | Arsenal      | 34    | 1     | First Division |
| 1980/81 | Arsenal      | 24    | 1     | First Division |
| 1981/82 | Arsenal      | 40    | 1     | First Division |
| 1982/83 | Arsenal      | 36    | 1     | First Division |
| 1983/84 | Arsenal      | 36    | 0     | First Division |
| 1984/85 | Arsenal      | 36    | 0     | First Division |
| 1985/86 | Arsenal      | 35    | 0     | First Division |
| 1986/87 | Arsenal      | 39    | 0     | First Division |
| 1987/88 | Arsenal      | 23    | 0     | First Division |
| 1988/89 | Arsenal      | 26    | 0     | First Division |
| 1989/90 | Arsenal      | 34    | 1     | First Division |
| 1990/91 | Arsenal      | 21    | 1     | First Division |
| 1991/92 | Arsenal      | 25    | 0     | First Division |
| 1992/93 | Arsenal      | 11    | 0     | Premier League |
| 1993/94 | Leeds United | 12    | 0     | Premier League |
| 1994/95 | Leeds United | 0     | 0     | Premier League |
| Totaal  | Totaal       | 570   | 11    |                |

## Erelijst
| Competitie                |         |                  |
| Competitie                | Aantal  | Jaren            |
| Arsenal                   | Arsenal | Arsenal          |
| ------------------------- | ------- | ---------------- |
| Engels landskampioenschap | 2×      | 1988/89, 1990/91 |
| FA Cup                    | 2×      | 1978/79, 1992/93 |
| FA Charity Shield         | 1×      | 1991             |
| League Cup                | 2×      | 1986/87, 1992/93 |

## Interlandcarrière
O'Leary kwam 68 keer in actie voor het Iers voetbalelftal en scoorde één keer. De verdediger maakte deel uit van de Ierse selectie op het WK 1990, waar hij één keer in actie kwam.

## Trainerscarrière

### Leeds United
Drie jaar na zijn afscheid als speler werd O'Leary aangesteld als manager van Leeds United. In zijn tweede seizoen bereikte hij met Leeds de halve finales van de UEFA Cup. Galatasaray schakelde Leeds uit. Als manager van Leeds bereikte hij de halve finales van de UEFA Champions League 2000/01, waarin uiteindelijk Valencia te sterk was. Leeds kon thuis op Elland Road niet winnen (0–0) en op Mestalla ging de ploeg met 3–0 de boot in.
In juni 2002 had O'Leary in minder dan vier jaar bijna £ 100.000.000 uitgegeven aan nieuwe spelers. O'Leary kon zijn ambitie echter niet omzetten in trofeeën.
Ondanks het gebrek aan trofeeën was O'Leary met Leeds nooit buiten de top vijf van de Premier League geëindigd. Hij werd ontslagen in de zomer van 2002. Wellicht omwille van de financiële uitgaven die niet werden beantwoord met prijzen. Terry Venables was zijn opvolger.
O'Leary's ontslag luidde een donker tijdperk in voor Leeds. De club degradeerde twee seizoenen later uit de Premier League met een schuldenberg van circa £ 80.000.000.

### Aston Villa
In juni 2003 stelde Aston Villa hem aan als nieuwe manager ter vervanging van Graham Taylor. In zijn eerste seizoen werd Villa zesde, nipt onvoldoende voor Europese kwalificatie omdat Newcastle United evenveel punten had en een beter doelsaldo kon voorleggen. Daardoor mocht Villa niet naar de UEFA Cup 2004/05. In het seizoen 2004-2005 eindigde Villa als tiende in de Premier League, een daling ten opzichte van het voorgaande seizoen. In zijn laatste seizoen, 2005/06, leidde hij Villa naar een zestiende plaats. O'Leary's contract werd niet verlengd en zijn positie werd ingenomen door Martin O'Neill.

### Al Ahli
O'Leary werd in het seizoen 2010/2011 aangesteld als manager van het Qatarese Al-Ahli. Hij maakte Fabio Cannavaro aanvoerder van de ploeg, maar werd voortijdig en wegens te middelmatige resultaten de laan uitgestuurd, waarna hij die beslissing van de club juridisch aanvocht. Hij diende een klacht in tegen Al-Ahli en vroeg bij de FIFA om een financiële tegemoetkoming. O'Leary, die slechts zes van zijn vijftien wedstrijden als manager winnend afsloot, ontving een schadevergoeding van £3.340.000.